# Makary (prawosławny patriarcha Antiochii)
Makary – chalcedoński patriarcha Antiochii w latach 656–681.